# 双唇兰
双唇兰（学名：Didymoplexis pallens）为兰科双唇兰属下的一个种。